# Maria Christina de Andrade Vieira
Maria Christina de Andrade Vieira (Curitiba, 8 de maio de 1951 — Curitiba, 2 de junho de 2011) foi uma empresária, escritora e historiadora brasileira.

## Biografia
Curitibana de nascimento, Maria era formada em Filosofia, com licenciatura em Psicologia e com especialização em Antropologia Social, Marketing e História da Arte.
Foi diretora do Banco Bamerindus, presidente da Associação Comercial do Paraná (primeira mulher a ocupar este cargo), bem como, presidiu o Conselho da Federação das Associações Comerciais Industriais e Agrícolas do Paraná (FACIAP) e o Conselho de Mantenedores do Instituto Liberal do Paraná. Participou do Conselho Consultivo do Centro Universitário Maria Antônia (USP/SP) e do Conselho de Políticas Culturais do MinC (Ministério da Cultura) na gestão de FHC.
Maria Christina foi a idealizadora do Natal no Palácio Avenida, espetáculo que acontece todos os finais de ano na antiga sede do Banco Bamerindus e do HSBC Brasil e atual sede regional do Banco Bradesco (edifício Palácio Avenida)
Em 1 de janeiro de 2011 assumiu a presidência da Fundação Cultural de Curitiba.
Em vida, recebeu inúmeros prêmios e honrarias, entre eles o diploma de Grão Mestre da Ordem Rio Branco, concedido pela presidência da República. Maria Christina era filha do fundador do Banco Bamerindus, Avelino Vieira, e irmã do ex-ministro e ex-senador José Eduardo de Andrade Vieira e seu falecimento, ocorrido em junho de 2011, foi em virtude de um câncer.

## Obras
É autora dos seguintes livros:
- Dito e Feito (1995);
- Herança (1998);
- Cotidiano e Ética: Crônicas da Vida Empresarial (1995);
- Conversa Nua (2003);
- Cotidiano e Ética: Novas crônicas da Vida Empresarial (2001);
- Comunicação empresarial: etiqueta e ética nos negócios (2007);
- E agora, depois (2008);
- Cidade Estranha (2008);
- Marketing Pessoal (2009).